# Axel Nilsson (tecknare)
Axel Vilhelm Nilsson, född 21 februari 1909 i Borås, död 17 september 2005 i Borås Caroli församling, var en svensk tecknare och målare.
Han var son till textilarbetaren John Nilsson och Tyra Gustafsson samt från 1936 gift med Lisa Finsberg. Han studerade konst för Arne Isacsson och Bengt Blomquist vid Konstgillets målarskola i Borås. Separat ställde han ut på Konstgalleriet i Borås 1956 och han medverkade i Höstsalongerna på Borås konstmuseum och Stockholmssalongen på Liljevalchs konsthall i Stockholm. Han utförde en mindre mängd målningar med varierande motiv men var främst verksam som tecknare där han avbildade figursaker och landskap. 